# Pralognan-la-Vanoise
Pralognan-la-Vanoise è un comune francese di 774 abitanti situato nel dipartimento della Savoia della regione dell'Alvernia-Rodano-Alpi.

## Società

### Evoluzione demografica
Abitanti censiti

## Storia
La località ha una sua importanza nella storia politica italiana in quanto il 25 agosto 1956 fu sede dell'incontro tra il leader del Partito Socialista Italiano, Pietro Nenni, e quello del Partito Socialista Democratico Italiano, Giuseppe Saragat, futuro Presidente della Repubblica, nel corso del quale i due esponenti del socialismo italiano discussero della possibile riunificazione dei due partiti e della possibilità che il PSI, abbandonando il patto d'unità e d'azione con il PCI, potesse entrare nell'area governativa e dar vita ad esecutivi di centro-sinistra.

## Infrastrutture e trasporti
Pralognan-la-Vanoise per la sua particolare attenzione a favorire un turismo sostenibile a mobilità dolce fa parte del consorzio delle Perle delle Alpi.